# Aguilares (El Salvador)
Aguilares é um município localizado no departamento de San Salvador, em El Salvador.